# Чокіна
Чокіна (рум. Ciochina) — село у повіті Яломіца в Румунії. Входить до складу комуни Чокіна.
Село розташоване на відстані 78 км на схід від Бухареста, 24 км на захід від Слобозії, 134 км на захід від Констанци, 119 км на південний захід від Галаца.

## Населення
За даними перепису населення 2002 року у селі проживали 1762 особи. Усі жителі села рідною мовою назвали румунську.
Національний склад населення села:
| Національність | Кількість осіб | Відсоток |
| -------------- | -------------- | -------- |
| румуни         | 1736           | 98,5%    |
| цигани         | 25             | 1,4%     |